# Lopheremaeus mirabilis
Lopheremaeus mirabilis är en kvalsterart som först beskrevs av Csiszár 1962.  Lopheremaeus mirabilis ingår i släktet Lopheremaeus och familjen Plateremaeidae. Inga underarter finns listade i Catalogue of Life.